# قطعنامه ۲۱۰۵ شورای امنیت
قطعنامه ۲۱۰۵ شورای امنیت سازمان ملل متحد سندی بین‌المللی دربارهٔ تمدید مأموریت کارشناس ناظر بر تحریم‌ها علیه ایران است. این قطعنامه طی نشست شورای امنیت سازمان ملل متحد در تاریخ ۵ ژوئن ۲۰۱۳ میلادی با ۱۵ رأی موافق، ۰ مخالف و ۰ ممتنع به تصویب رسید.